# (5063) Monteverdi
(5063) Monteverdi (1989 CJ5) – planetoida z pasa głównego asteroid okrążająca Słońce w ciągu 3,7 lat w średniej odległości 2,39 j.a. Odkryta 2 lutego 1989 roku.